# Ziekte van Christian-Weber
De ziekte van Christian-Weber, ook wel idiopathische nodulaire panniculitis, is een zeldzame aandoening die gepaard gaat met panniculitis en systemische symptomen. De ziekte is vernoemd Frederick Parkes Weber en Henry Asbury Christian.

## Beschrijving
De ziekte van Christian-Weber gaat gepaard met lobulaire panniculitis waarbij er sprake is van een neutrofiele infiltratie. De panniculitis is vaak symmetrisch en gelokaliseerd op de schenen. De aandoening begint vaak acuut met koorts, malaise en subcutane noduli. Betrokkenheid van inwendige organen of retroperitoneaal vet kan zich voordoen. Herhaaldelijke opvlammingen komen vaak voor, en dodelijke aflopen zijn beschreven.

## Presentatie
De aandoening wordt het vaakst gezien bij vrouwen die tussen de 30 en 60 jaar oud zijn, hoewel het zich in principe ook bij mannen kan voordoen. Het komt zelden voor bij jonge kinderen. De aandoening begint met onderhuidse erythemateuze noduli en koorts. In ernstige gevallen kan de huid afsterven en geïnfecteerd raken. Littekenvorming komt vaak voor.

## Oorzaak
Er zijn geen risicofactoren bekend voor het krijgen van de ziekte van Weber-Christian.

## Varianten
Het syndroom van Rothman-Makai wordt gezien als een zeldzame variant van de ziekte van Weber-Christian. Bij dit syndroom is er echter geen sprake van systemische symptomen en orgaanbetrokkenheid.